# Blue Slide Park
Blue Slide Park es el primer álbum de estudio del rapero estadounidense Mac Miller. Fue lanzado el 8 de noviembre de 2011 por Rostrum Records. El álbum lleva el nombre de una sección de Frick Park (conocida como "Blue Slide Park") en Pittsburgh, cerca de donde vivía Miller. La gran parte de la producción estuvo a cargo de ID Labs y el álbum no tiene apariciones especiales.
Blue Slide Park recibió críticas mixtas de los críticos. Debutó en el número uno en el Billboard 200 de Estados Unidos. Con 144.000 ventas, lo que lo convierte en el primer álbum de debut distribuido de forma independiente en encabezar la lista desde 1995.

## Antecedentes
El 5 de julio de 2011, Mac Miller anunció Blue Slide Park en su canal de YouTube. Las pistas "Smile Back" y "Blue Slide Park" fueron lanzadas como no singles el 23 de septiembre y el 13 de octubre, respectivamente. La última pista fue lanzada para conmemorar que el álbum superó los 25,000 pedidos anticipados. La carátula del álbum fue diseñada por su hermano mayor, Miller McCormick. Blue Slide Park fue lanzado por Rostrum Records el 8 de noviembre de 2011.

## Sencillos
El primer sencillo del álbum, "Frick Park Market", fue producido por ID Labs y lanzado junto con un video musical adjunto el 18 de agosto de 2011. La canción alcanzó el puesto 60 en la lista Billboard Hot 100 de Estados Unidos. En ese momento, era el sencillo de Miller más alto en las listas, superando a "Donald Trump", que se ubicó en el número 75.
El segundo sencillo, "Party on Fifth Ave.", también producido por ID Labs, fue lanzado el 28 de octubre de 2011, con un video musical adjunto. La canción debutó en el número 64 en el Billboard Hot 100.
"Up All Night" fue lanzado como el tercer sencillo digitalmente a través de iTunes el 15 de noviembre de 2011. La canción alcanzó el puesto número 23 en la lista Bubbling Under Hot 100 Singles.

## Lista de canciones
| N.º | Título                | Producer(s)          | Duración |  |
| 1.  | «English Lane»        | Ritz Reynolds        | 1:37     |  |
| 2.  | «Blue Slide Park»     | ID Labs              | 2:29     |  |
| 3.  | «Party on Fifth Ave.» | ID Labs              | 2:53     |  |
| 4.  | «PA Nights»           | Mansions on the Moon | 3:04     |  |
| 5.  | «Frick Park Market»   | ID Labs              | 3:17     |  |
| 6.  | «Smile Back»          | ID Labs              | 2:42     |  |
| 7.  | «Under the Weather»   | ID Labs              | 4:20     |  |
| 8.  | «Of the Soul»         | ID Labs              | 3:33     |  |
| 9.  | «My Team»             | Clams Casino         | 2:25     |  |
| 10. | «Up All Night»        | Mac Miller           | 3:29     |  |
| 11. | «Loitering»           | Young L              | 3:11     |  |
| 12. | «Hole in My Pocket»   | ID Labs              | 0:35     |  |
| 13. | «Diamonds & Gold»     | ID Labs              | 3:17     |  |
| 14. | «Missed Calls»        | Ritz Reynolds        | 2:58     |  |
| 15. | «Man in the Hat»      | Ritz Reynolds        | 3:16     |  |
| 16. | «One Last Thing»      | Clams Casino         | 2:58     |  |

## Posicionamiento en lista
| Lista (2011)                            | Mejor posición |
| --------------------------------------- | -------------- |
| Bélgica (Ultratop flamenca)             | 185            |
| Bélgica (Ultratop valona)               | 178            |
| Canadá (Billboard Canadian Albums)      | 8              |
| Dinamarca (Hitlisten)                   | 40             |
| Francia (SNEP)                          | 175            |
| Estados Unidos (Billboard 200)          | 1              |
| Estados Unidos (Top R&B/Hip-Hop Albums) | 1              |